# Tom Schreiter
Tom Schreiter je americký autor a podnikatel v multi-level marketingu, který je znám pod svou přezdívkou Big Al, nebo také Tom „Big Al” Schreiter.

## Život
Tom Schreiter v multi-level marketingu působí od roku 1972 (listopad). Během dvou let měl ve své organizaci více než 110 tisíc distributorů.
Je znám pod jménem Tom 'Big Al' Schreiter. Mnohdy jako Big Al píše zábavné rezenze a komentáře na přebaly svých knih. Jako mezinárodně uznávaný školitel a řečník pořádá semináře v USA Kanadě, Anglii, Německu, České republice, Polsku, Švýcarsku, Holandsku, Rusku, Belgii, Francii, Hongkongu, Tchaj-wanu, Malajsii, Novém Zélandu, Austrálii, a dalších zemích.
Počátkem 90. let spolu s Tomem Mitchamem, založil MLM společnost Vitamark International Inc., kterou v roce 2012 prodal jiné MLM společnosti IT WORKS! INC.
Tom Schreiter byl ženatý, má dceru Ann a syna Keitha.

## Knihy

### Seznam knih
- How to build MLM leaders for fun & profit, 1981, ISBN 978-1892366030
- Big Al's How to Create a Recruiting Explosion, 1986, ISBN 978-1892366016
- Big Al's turbo MLM, 1988, ISBN 978-1892366023
- Big Al tells all - the recruting system, 1999, ISBN 978-1892366009
- Big Al’s MLM Sponsoring Magic How To Build A Network Marketing Team Quickly Quotes, 2013, ISBN 9781892366139
- Ice Breakers! How To Get Any Prospect To Beg You For A Presentation, 2013, ISBN 9781892366153
- How To Get Instant Trust, Belief, Influence, and Rapport! 13 Ways To Create Open Minds By Talking To The Subconscious Mind, 2013, ISBN 9781892366047
- Big Al's MLM Sponsoring Magic: How to Build a Network Marketing Team Quickly, 2013, ISBN 1892366134
- 26 Instant Marketing Ideas To Build Your Network Marketing Business, 2013, ISBN 978-1892366115
- How To Build Network Marketing Leaders Volume One: Step-by-Step Creation of MLM Professionals. 2014, ISBN 978-1892366214
- How To Build Network Marketing Leaders Volume Two: Activities and Lessons for MLM Leaders, 2014, ISBN 978-1892366245
- How To Prospect, Sell and Build Your Network Marketing Business With Stories, 2014, ISBN 9781892366184
- The Four Color Personalities For MLM: The Secret Language For Network Marketing, 2014, 2018, ISBN 978-1892366344
- First Sentences For Network Marketing, 2015, ISBN 1892366371

Jako spoluautor s Keithem Schreiterem
- Start SuperNetworking!, 2014, ISBN 978-1892366290
- 51 Ways and Places to Sponsor New Distributors: Discover Hot Prospects For Your Network Marketing Business, 2015, ISBN 9781892366467
- How to Follow Up With Your Network Marketing Prospects: Turn Not Now Into Right Now!, 2015, ISBN 9781892366412
- Worthless Sponsor Jokes, 2016, ISBN 9781892366573
- Motivation. Action. Results., 2016, ISBN 9781892366641
- Retail Sales for Network Marketers: How to Get New Customers for Your MLM Business, 2017, ISBN 9781892366849
- Pre-Closing for Network Marketing: "Yes" Decisions before the Presentation, 2017, ISBN 978-1892366894
- Closing for Network Marketing: Helping our Prospects Cross the Finish Line, 2017, ISBN 978-1948197014
- 3 Easy Habits For Network Marketing, 2017, ISBN 978-1892366931
- Why Are My Goals Not Working?, 2017, ISBN 978-1892366993
- How to Build Your Network Marketing Business in 15 Minutes a Day: Fast! Efficient! Awesome!, 2018, ISBN 9781948197755
- The Two-Minute Story for Network Marketing: Create the Big-Picture Story That Sticks!, 2018, ISBN 978-1948197151
- The Complete Three-Book Network Marketing Leadership Series, 2018, ISBN 9781892366795
- Getting “Yes” Decisions, 2018, ISBN 9781892366801
- How to Meet New People Guidebook, 2018, ISBN 978-1948197076
- The Two-Minute Story for Network Marketing, 2018, ISBN 978-1948197151
- Create Influence: 10 Ways to Impress and Guide Others, 2019, ISBN 978-1948197274
- Quick Start Guide for Network Marketing: Get Started FAST, Rejection-FREE!, 2019, ISBN 978-1948197175

Jako spoluautor s Markem Davisem
- Public Speaking Magic, 2015, ISBN 9781892366474

### Seznam knih přeložených do češtiny
- Jak dosáhnout explozivního růstu v MLM, Vydáno 1996, Alman (Jiří Alman), Počet stran 143, Vazba knihy měkká / brožovaná, ISBN 80-902079-2-8[3]
- Jak vyškolit vedoucí pracovníky MLM, Vydáno 1997, Alman (Jiří Alman), Počet stran 132, Vazba knihy měkká / brožovaná, ISBN 80-902079-6-0[4]
- Turbo MLM : jak urychlit vybudování organizace MLM, Vydáno 1997, Alman (Jiří Alman), Počet stran 140, Vazba knihy měkká / brožovaná, ISBN 80-902079-5-2[5]
- Jak co nejlépe získávat nové spolupracovníky pro MLM, Vydáno 1998, Alman (Jiří Alman), Počet stran 153, Vazba knihy měkká / brožovaná, ISBN 80-902079-8-7[6]
- Velký Al vypráví, Vydáno 2011, Alman (Jiří Alman), Knihkupectví CZ, Počet stran 119, Vazba knihy měkká / brožovaná, ISBN 978-80-87426-14-2[7]
- Jak prolomit ledy a přimět kteréhokoli potenciálního zájemce, aby Vás prosil o prezentaci, Vydáno 2017, Alman (Jiří Alman), Počet stran 104, Vazba knihy měkká / brožovaná, ISBN 978-80-87426-41-8[8]